# كوينتن هاريس
كوينتن هاريس (بالإنجليزية: Quentin Harris)‏ هو دي جيه أمريكي، ولد في 8 سبتمبر 1970 في ديترويت في الولايات المتحدة.

## وصلات خارجية
- الموقع الرسمي
- كوينتن هاريس على موقع ميوزك برينز (الإنجليزية)
- كوينتن هاريس على موقع ديسكوغز (الإنجليزية)